# Jules Salomon
Jean Marie Jules Salomon (* 1. Februar 1873 in Cahors, Frankreich; † 31. Dezember 1963 in Suresnes) war ein französischer Automobil-Konstrukteur und Industrieller.

## Jugend und frühe Tätigkeiten
Als Kind wollte Salomon Musiker werden, was jedoch nicht den Vorstellungen seiner Mutter entsprach. Seine Eltern legten viel Wert auf eine gute Ausbildung, weshalb Jules Salomon ein Studium an der Industrie- und Handelsschule von Bordeaux begann. 
1891 wurde er als Zeichner in den Betrieben der Brüder Rouart eingestellt. Jules Salomon beteiligte sich an der Entwicklung von Verbrennungsmotoren. Unter anderem befand sich darunter ein Modell, mit dem sehr lange die Londoner Taxis ausgestattet wurden.
Seine kürzeste Anstellung fand er um 1900, als er um Acht Uhr morgens bei Delaunay-Belleville seine Stellung antrat und bereits nach zwei Stunden die Firma wieder verließ, da er nicht akzeptierte, dass seine Arbeit alle 15 Minuten kontrolliert wurde.
Jules Salomon arbeitete danach bei der Gesellschaft Bardon in Puteaux, die bereits einzelne Fahrzeuge herstellte. Als Bardon 1902 die Tore schloss, bezog die Firma Georges Richard diese Räume. 1904 wurde dieses Unternehmen in Unic umbenannt und es wurden Fahrzeuge in kleinen Mengen produziert.

## Firmengründung Le Zèbre
Jules Salomons Traum war es, ein günstiges Fahrzeug, den wirtschaftlichen Kriterien der Zeit entsprechend zu bauen. Von diesem Gedanken getrieben, entwickelte und baute er mit der finanziellen Unterstützung von Jacques Bizet, den er während seiner Tätigkeit bei Unic kennengelernt hatte, ein kleines Fahrzeug mit Einzylindermotor. Seine Konstruktion war erfolgreich und lief so gut, dass er damit täglich zur Arbeit fuhr.
Im Jahr 1909 mussten aufgrund der Zunahme der Bestellungen wichtige Entscheidungen getroffen werden. Salomon verließ das Unternehmen UNIC und gründete zusammen mit Jacques Bizet die Firma Le Zèbre.
Als erstes Produkt wurde der Type A 1910 auf der Paris Motor Show vorgestellt. Der damalige Preis von 2624 Fr. war der Niedrigste auf dem Markt, andere vergleichbare Autos kosteten 4000 Fr. und mehr. Die Kosten der Nutzung, geschätzt auf zwanzigtausend Kilometer, waren wettbewerbstauglich. Jeder Kilometer mit diesem Auto kostete nur 8 Cent, gegenüber 20 Cent mit einer Pferdekutsche, womit Salomons Vorhaben, ein Fahrzeug in großer Stückzahl zu produzieren und es wirklich günstig anzubieten, erreicht war.

## Während des Ersten Weltkriegs
Meinungsverschiedenheiten mit Jacques Bizet sowie große Schwierigkeiten mit den neuen Aktionären der Gesellschaft entfernten Salomon immer weiter vom Unternehmen Le Zèbre. Durch einen Vertreter der Stahlwerke Jakob Holtzer bekam Salomon den Rat, sich mit dem damaligen großen Munitionslieferanten André Citroën in Verbindung zu setzen. Im Februar 1917 fragte Citroën Salomon in einem 10-minütigen Interview, ob er ihm einen Plan für einen entsprechenden Personenkraftwagen vorschlagen könne. Nach fünf Monaten waren alle Dokumente zusammen und André Citroën beschloss, einen Prototyp des von Jules Salomon entworfenen Fahrzeugs zu bauen.
In der Zwischenzeit hatte Jules Salomon Le Zèbre bereits verlassen und arbeitete halbtags bei Automobiles Charron, einem anderen Konstrukteur von Automobilen. Diese Halbtagsarbeit war mit der Entwicklung der zukünftigen Firma Citroën unvereinbar. Am 14. Juli 1917 trat Jules Salomon seine Vollzeitstelle bei Citroën an.
Nachdem ihn interne Kämpfe über wesentliche Änderungen im Design aus seiner Machtstellung entfernt hatten, verließ er Citroën 1925. Von 1926 bis 1928 war Jules Salomon Ingenieur bei Peugeot. Von 1928 bis 1939 arbeitete er bei Rosengart an kleinen Kraftfahrzeugen. Nach dem Zweiten Weltkrieg setzte er entgegen dem Druck zahlreicher Konstrukteure, die seine Dienste nutzen wollten, seine berufliche Tätigkeit nicht mehr fort. Im Alter von 90 Jahren starb er in seinem Haus in Suresnes, in der Rue des Carrières 12, am 31. Dezember 1963, ohne Nachkommen zu hinterlassen.